# Heinrich Ritter
Heinrich Ritter (Zerbst (Anhalt), 1791. november 21. – Göttingen, 1869. február 3.) német filozófus, egyetemi tanár és író. Tanítványai között volt a segesvári születésű erdélyi szász Georg Daniel Teutsch is. Ritterre nagy hatással volt Friedrich Schleiermacher.

## Művei
- Abriss der philosophischen Logik (1824)
- Geschichte der Philosophie (1829–1853; 1836–1838)
- Ueber das Verhältnis der Philosophie zum Leben (1835)
- Historia philosophiae Graeco-Romanae (együtt Prellerel, 1838; 1888)
- Kleine philosophische Schriften (1839–1840)
- Versuch zur Verständigung über die neueste deutsche Philosophie seit Kant (1853)
- System der Logik und Metaphysik (1856)
- Die christliche Philosophie bis auf die neuesten Zeiten ( 1858–1859)
- Encyklopädie der philosophischen Wissenschaften (1862–1864)
- Ernest Renan, über die Naturwissenschaften und die Geschichte (1865)
- Ueber das Böse und seine Folgen (1869)